# Karelska ASSR
Karelska autonoma socialistiska sovjetrepubliken även känt som Karelska ASSR var en autonom republik i Sovjetunionen åren 1923–1940 och 1956–1991.

## Bakgrund

### Tillkomst
Efter ryska Februarirevolutionen 1917 uppstod en ny rörelse med syftemål att frigöra Östkarelen från Ryssland. På ett representantmöte i Uhtua 12–14 juli 1917 godkändes ett förslag till egen autonomi, men på ett nytt möte 27 januari 1918 i Uhtua och senare på andra orter beslöt karelerna i Viena för sin del anslutning till Finland. Under våren och sommaren 1918 gjorde sig samma rörelse gällande i de flesta socknar i Aunus. Till följd av begäran om hjälp avsändes redan under frihetskriget hjälptrupper från Finland till Karelen för att förjaga ryssarna från landet. Emellertid blev dessa trupper i oktober 1918 tvungna att retirera till Finland, och Östkarelen besattes av brittiska trupper.
För att understödja ett uppror i Karelen överskred på begäran frivilliga finländska skaror 21 april 1919 gränsen och lyckades inom kort uppnå Svir. En del av dessa trupper kom även till närheten av Petrozavodsk. En temporär regering övertog högsta makten i Aunus, och 5–7 juni beslöt representanter för Aunus' kommuner skilsmässa från Ryssland och förening med Finland. På grund av bristande understöd från Finland samt dålig beväpning måste trupperna småningom ge vika för de överlägsna ryska styrkorna, och efter ett större nederlag i juni vidtog reträtten till Finland, dit även flera tusen flyktingar räddade sig undan den ryska sovjetregeringens repressalier. Samma sommar gjorde sig 9 kommuner i Viena oberoende av Ryssland, men våren 1920 efter nordryska regeringens fall med mera kom sovjetmyndigheterna utan nämnvärd kamp till makten, sedan hjälp från Finland nästan helt och hållet uteblivit. Endast Repola och Porajärvi kommuner, vilka tidigare proklamerat sin anslutning till Finland, blev, sedan finländska regeringen tagit dem under sitt beskydd, besatta av finländska regeringstrupper. Även dessa kommuner utrymdes emellertid 1920 efter freden i Dorpat.
Genom dekret av 7 juni 1920 upprättade allryska exekutivkommittén den så kallade Karelska arbetskommunen (ryska: Karelskaja trudovaja kommuna). Vid fredsslutet i Dorpat 14 oktober 1920 mellan Finland och Ryssland utlovade sovjetregeringen åt Östkarelens karelska befolkning, som skulle åtnjuta nationell självbestämningsrätt, en rätt vidsträckt autonomi. I november 1921 uppstod en ny resning i Östkarelen. Frivilliga trupper från Finland skyndade åter till hjälp, men våren 1922 blev dessa jämte karelernas egna trupper tvungna att vika för övermakten och bege sig till Finland, dit dessutom omkring 10 000 nya karelska flyktingar anlände.
Redan 1921 vände sig Finlands regering till Nationernas förbund för att utverka dess bistånd till förverkligandet av de åt Östkarelen i Dorpat erkända rättigheterna. För förverkligandet av dessa rättigheter och särskilt av självbestämningsrätten arbetar framför allt den i Finland befintliga landsflyktiga östkarelska regeringen, representerad av Karelska utlandsdelegationen. 
Den karelska arbetskommunen genom dekret av 25 juli 1923 ombildades till en autonom karelsk socialistisk sovjetrepublik, hörande till den ryska sovjetrepubliken.

### Karelen under Edvard Gylling

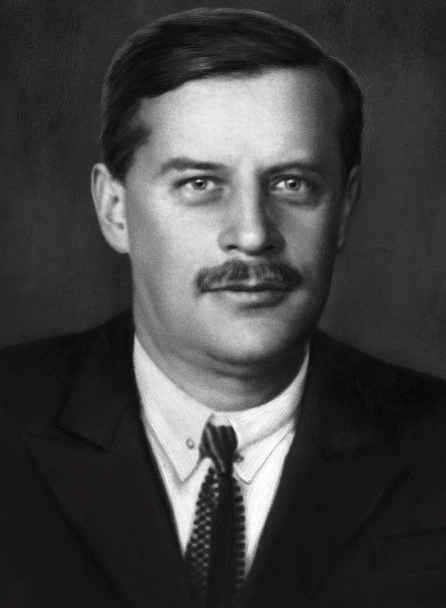
Finländaren Edvard Gylling var regeringschef för Karelska ASSR 1923–1935.

Edvard Gylling, som efter de rödas nederlag i finska inbördeskriget flytt till Sverige, inbjöds 1920 av Vladimir Lenin att leda Karelska arbetarkommunen. Karelen skulle fungera som bas inför ett nytt revolutionsförsök i Finland. När arbetarkommunen 1923 ombildades till republik, utnämndes Gylling till ordförande i karelska folkkommissariernas råd, det vill säga regeringschef. Lenin godkände en förfinskning av republiken, vilket innebar att finska blev officiellt språk och de viktigaste posterna besattes av finländska kommunister, som tagit sin tillflykt dit. I brist på arbetskraft lät Gylling värva tusentals finländska arbetare från USA och Kanada. Invandrarna yttrade sitt missnöje och eftersom finnarna alltjämt var i minoritet, utmanades den finska nationalistiska politiken på 1930-talet av en mäktig rysk-karelsk opposition.
Till förste partisekreterare, motsvarande partiledare, valdes 1923 Johan Emil Järvisalo. Efter Järvisalos död 1929 blev Kustaa Rovio, också en finländsk kommunist i exil, ny partisekreterare. Trots invandringen förblev finnarna en minoritet. År 1933 utgjorde ryssarna omkring 60 procent av republikens befolkning.

## Invandring från Nordamerika och Finland
1931–1934 utvandrade mellan 6 000 och 8 000 finnar från Nordamerika till Karelen. Utvandrarna var delvis kommunister som ville bygga socialism i detta mikro-Finland, men några som var politiskt konservativa som inspirerades av nationaleposet Kalevala och uppfattade Karelen som källan till finsk kultur. Verkligheten överensstämde dock inte med propagandans löften och fram till 1935 hade omkring 1 500 amerikafinnar återvänt. I Stalins utrensningar försvann många av invandrarna och rykten om de faktiska förhållandena kom i omlopp i Nordamerika. Många som återvände kände skam och bosatte sig på platser där ingen kände dem.
I New York och Toronto öppnade en särskild organisation, Karelian Technical Aid (Karjalan Teknillinen Apu, KTA) kontor och började i maj 1931 att värva finnar till Karelen. I Karelen bildades en immigrantstyrelse, som skulle omhänderta invandrarna när de anlände. KTA erbjöd rabatterade resor för utvandrare som reste från Montréal till Halifax, och för varje genomförd enskild sjöresa över Atlanten fick KTA 11,5 dollar från Sovjetunionen. Resan gick vanligen sjövägen till Göteborg, varifrån utvandrarna reste med tåg till Stockholm och fortsatte med fartyg till Leningrad via Åbo eller Helsingfors. I Stockholm grupperades de resande efter destinationsort. Gylling lovade arbete och utkomst i Sovjetunionen, vilket också lockade arbetslösa från Sverige (de så kallade Kirunasvenskarna).
KTA skulle i första hand värva kommunister som arbetade i bristyrken, men omsider värderades invandrarnas medhavda kapital högre än deras professionalitet. År 1932 fanns det över 4 500 utländska experter och arbetare i Karelen. Många tog anställning vid exempelvis pappersmassefabriken i Kondopoga. Utlänningarna tjänade betydligt bättre än de inhemska arbetarna; det kunde vara fråga om en löneskillnad på hundratals rubler, men samtidigt steg priserna på livsmedel. Några av dem som KTA värvade var egentligen ute efter att flytta hem till Finland och inte stanna kvar i Sovjetunionen. Timmertrusten Karelles anställde många skogsarbetare, som förlades till primitiva kollektivboenden runt Petrozavodsk. Värvningen minskade vid 1930-talets mitt till följd av missnöje hos invandrarna, som ville lämna landet men saknade pengar. Att återvända från Sovjetunionen blev svårare när förtrycket ökade och flyktingar som ertappades dömdes för förräderi. Sammanlagt lär KTA ha värvat ungefär 5 500 invandrare från Kanada och USA 1931–1934. Huvuddelen anlände mellan 1931 och 1932.
Utöver amerikafinnarna kom närmare 5 000 finnar olovligen över gränsen direkt från Finland. Dessa så kallade överlöpare ("loikkarit") bemöttes med större misstänksamhet av sovjetmyndigheterna och placerades ofta i slavarbetsläger.

## Kultur och idrott
Bland de finskspråkiga tidningarna som publicerades i Karelen kan nämnas det politiska språkröret Punainen Karjala (fram till 1923 kallad Karjalan kommuni). Förlaget Kirja öppnade kontor i Petrozavodsk 1927. Vid mitten av 1930-talet utgjorde finländsk litteratur 13 procent av bibliotekens material i Karelen och ännu mer i de nordliga trakterna. Karelens proletära författarförbund bildades 1926 och dess medlemmar var till övervägande del finländare. Framträdande författare var Santeri Mäkelä, Lauri Luoto, Eemeli Parras och Jalmari Virtanen. Parras roman Jymyvaaralaiset introducerade genren socialistisk realism i Karelen och Parras fick representera republiken vid Sovjetiska författarkongressen 1934.
Amatörteatrar och amatörorkestrar fanns mångenstädes. 1932 grundade Kuuno Sevander och några skådespelare från USA en finskspråkig teater i Petrozavodsk, som sedermera blev Karelens nationalteater. Teaterns regissör var fram till 1937 Ragnar Nyström. Kompositören Karl Rautio grundade 1931 Petrozavodsks symfoniorkester, bestående av 15 musiker från USA och Kanada. Amerikafinska invandrare introducerade jazz och en jazzorkester spelade regelbundet i parkerna i Petrozavodsk fram till stora utrensningen. På radiostationen i Petrozavodsk uppträdde artister som Sirkka Rikka och Jukka Ahti, båda invandrare från USA.
Idrott var populärt, inte minst bland invandrarna från Amerika. Baseboll var en sport som invandrarna importerade. 1933 fanns fem manliga och två kvinnliga lag. Basebollturneringar hölls mellan Karelen och Moskva fram till stora terrorn. Boxaren Yrjö Paakki hörde till de främsta idrottarna och ledde tillsammans med brottaren Leo Kauppi en professionell atletskola i Petrozavodsk.

## Stora utrensningen
Stalin var emot den typ av minoritetspolitik som Lenin sanktionerat och Gylling beskylldes för nationalism. Med början 1935 kom Karelska republiken att inlemmas i Leningrads maktsfär. Början på detta markerades av att Rovio i januari 1935 avsattes som partisekreterare och efterträddes av Leningradpolitikern Pjotr Irklis. Successivt rensades partiledningen på finländare, men Gylling fick fortsätta som regeringschef några månader. I hemlighet försökte Irklis få Gylling avsatt och för att misstänkliggöra finländarna åberopades vissa stödgrupper som Otto Vilmi på finska kommunistpartiets uppdrag skapat i Karelen. I slutet av 1935 kallades Gylling till Moskva och ryssen Pavel Busjujev blev ny regeringschef.
Vid karelska regionkommitténs plenum 1935 förklarades att alla finska nationalister skulle likvideras. På hösten 1935 genomförde NKVD tillslag mot jordbrukssamhällena Säde och Hiilisuo utanför Petrozavodsk. Ledarna arresterades och deporterades. Senare under vintern genomfördes utrensningar vid förlaget Kirja och 14 finländare avskedades. De första offren var personer som flytt från Finland av politiska skäl efter inbördeskriget samt officerare vid Karelska jägarbrigaden.
Utrensningen av finländare fortsatte och kulminerade 1937 i den stora terrorn. I juli 1937 godkände NKVD:s chef Jezjov order 00447, enligt vilken före detta kulaker, kriminella och antisovjetiska element skulle förtryckas. Kvoter för antalet gripna och avrättade sattes upp för varje sovjetrepublik. Aktionen inleddes i augusti. I Karelen liksom i övriga Sovjetunionen upprättades en NKVD-trojka som skulle verkställa domarna; antingen avrättning eller förvisning till Gulag. Trojkan i Karelen kom att bestå av NKVD:s chefer (Karl Tenison och senare Stepan Matuzenko), partisekreteraren (Irklis, Michail Nikolskij, Nikolaj Ivanov och sist Gennadij Kuprijanov) samt distriktsåklagaren, Georgij Michajlovitj. När Nikolaj Ivanov var partisekreterare undertecknade han personligen över 6 000 dödsdomar.
När trojkan förbjöds i november 1938 hade den dömt 1 690 personer till döden, vilket kraftigt översteg den ursprungliga kvoten på 300 personer. NKVD-chefen Tenison fokuserade på finnar, svenskar och amerikanska invandrare, trots att förföljelsen i lika hög grad skulle omfatta tyskar, polacker och balter. Eventuellt författade Jezjovs biträdande chef, Michail Frinovskij ett utkast till en aktionsorder specifikt mot den finsk-ugriska befolkningen, men denna publicerades aldrig. Terrorn intensifierades på hösten 1938 när NKVD genomförde aktioner mot etniska minoriteter. Mellan september och oktober 1938 dömde Karelens specialtrojka (Matuzenko, Kuprijanov och Michajlovitj) 1 805 personer, varav 1 499 finnar, till olika straff. Av dessa dömdes 1 708 till döden. Massarresteringar genomfördes på bland annat skidfabriken i Petrozavodsk och på pappersmassefabriken i Kondopoga. Familjer till gripna deporterades från Petrozavodsk och gränsområdena. Tre gånger så många finnar greps 1938 som 1937.
Finska språket förbjöds helt och i stället påbjöds ett nyskapat karelskt skriftspråk. Populära böcker av finskspråkiga författare som Eemeli Parras och Jalmari Virtanen översattes till karelska. Finskspråkiga dagstidningar drogs in och karelska motsvarigheter grundades. Terrorn var så omfattande att den förstörde republikens ekonomi, men den fortsatte alltjämt och var som värst under sommaren 1938. Kuprijanov verkställde emellertid förbättringar av infrastruktur i enlighet med tredje femårsplanen i syfte att göra republiken förberedd inför ett eventuellt krig.

## Republiken ombildas
Landvinningarna under vinterkriget, det vill säga Sordavala, inkorporerades i Karelska republiken, som i mars 1940 bytte namn till Karelsk-finska SSR. Kuprijanov fortsatte som regional partisekreterare och regeringschef blev Otto Ville Kuusinen, som var tilltänkt som statsminister i Terijokiregeringen. Det förändrade läget ledde till att finska språket återigen tilläts.